# Jahjouh
Jahjouh (franska: Jahjouh (CR), Jahjouh (Commune Rurale), arabiska: أحد بوحسوسن) är en kommun i Marocko.   Den ligger i provinsen El Hajeb och regionen Fès-Meknès, i den nordöstra delen av landet, 110 km öster om huvudstaden Rabat. Antalet invånare är 4 104.